# Heinz Burt
Heinz Henry George Burt, född 24 juli 1942 i Detmold, Tyskland, död 7 april 2000 i Southampton, England, tysk-brittisk sångare och musiker, som först spelade basgitarr i musikgruppen The Tornados, och sedan hade en kort karriär som sångare bland annat med hiten "Just Like Eddie", en hyllning till sångaren Eddie Cochran följt av bland annat "Live It Up".